# 伊丽莎白·A·汤普森
伊丽莎白·A·汤普森（英語：Elizabeth Alison Thompson，1949年5月22日—）是一位英国出生的美国统计学家，華盛頓大學教授
，1998年当选美国文理科学院院士，2008年当选美国国家科学院院士。